# La Sonora Santanera
La Sonora Santanera es un grupo musical especializado en el género tropical, originario de Ciudad de México en 1955. Se ha consolidado popularmente mediante un estilo singular influenciado por el danzón, el mambo, el bolero, la rumba, el chachachá, la guaracha y la cumbia, así como canciones que son parte de la memoria colectiva de México. El concepto fue creado por el músico y trompetista tabasqueño Carlos Colorado Vera.

## Historia

### 1955-1961: inicios
En 1955, Carlos Colorado Vera, originario del estado de Tabasco, conoció a David Quiroz, Josúe Ramos, Ernesto Domínguez, y Andrés Terrones, mientras se hallaba estudiando trompeta clásica en la Escuela de Iniciación Artística de Bellas Artes. A su vez, Andrés, conocía a Juan Bustos y a Silvestre Mercado. Al darse cuenta de que los seis compartían el gusto por la música, decidieron iniciar una agrupación musical. Al poco tiempo se les unió Sergio Celada y su primo Armando Espinoza, procedentes del son musical «Blanco y Negro» en donde ambos eran percusionistas, y el guitarrista chinomexicano William Chiu, que a los pocos años fue sustituido por Héctor Aguilar. Inicialmente, en mayo de ese año, formaron la agrupación y la bautizaron como «Tropical Santanera», que se derivó del lugar de nacimiento de su líder fundador, Carlos Colorado: Barra de Santana, hoy Sánchez Magallanes, Tabasco. El grupo comenzó a presentarse en las inmediaciones de la Colonia Valle Gómez de Ciudad de México, donde Carlos conoció a Vicente Almazán Espinoza, padre de su futura esposa, Yolanda Almazán. 
Su fama se esparció, por lo que en 1959, decidieron concursar en el programa televisivo «Arte y Destrezas», quedando en quinto lugar después de varias eliminatorias, provocando un desánimo entre los miembros del grupo, y la salida de Ernesto Domínguez, quien fue sustituido al poco tiempo por Rodolfo Montiel. El conjunto hace una pausa de seis meses de inactividad, por lo que Carlos Colorado es convencido de que siga con sus planes para reorganizar al grupo. A las pocas semanas de haberse juntado nuevamente, fueron invitados por el empresario, cómico y carpero mexicano Jesús Martínez «Palillo» a presentarse en el teatro Follies Berger para actuar como grupo de acompañamiento de diversos artistas que ahí se presentaban. Durante una presentación en ese escenario la Sonora Matancera, el cómico Jesús decidió rebautizar a la agrupación en ese momento con el nombre que les haría famosos: «La Sonora Santanera», teniendo como cantantes inicialmente a Juan Bustos, Silvestre Mercado y Andrés Terrones, ingresando años más tarde José Bustos.
En 1960, son invitados por José de Jesús Hinojosa, compositor y director artístico quien había visto y escuchado a la agrupación en su debut en el teatro Follies, para grabar unas maquetas para la disquera CBS. Hinojosa, impresionado por la calidad musical del grupo, decidió firmarlos y agregar al grupo al pianista Antonio Casas y convertirlos en su siguiente lanzamiento.
En abril de 1960, fue lanzado como sencillo su más famoso tema La Boa, compuesta por el notable cantante y actor yucateco Carlos Lico, que ya había sido grabado antes por otra agrupación denominada «Los Pao», pero con una letra un tanto diferente (la primera versión hacía uso de un albur fino). La canción se convirtió en un hit nacional al poco tiempo de su lanzamiento. El éxito no se hizo esperar y los temas se colocaron en las principales radiodifusoras. Aunado a ello los arreglos novedosos de Colorado propiciaron que el grupo adquiriera una personalidad clásica inconfundible, lo que aceleró el proceso de ascenso de la agrupación.
Otros temas de aquella etapa son: «Los aretes de la luna», «Cobarde y mentirosa», «Jugueteando a ritmo», «Ya te conocí», «Carita de palo», y «Luces de Nueva York», temas que arraigarían en el gusto musical de los barrios de clase media y baja dentro del ámbito urbano. Por su gran popularidad se presentaron en varias temporadas en el célebre Teatro Blanquita, en el Salón Los Ángeles, en el Salón Tropicana y en el California Dancing Club, todos ubicados en la Ciudad de México. Recorrieron y han recorrido toda la República Mexicana en ferias, bailes, eventos públicos y carnavales, gran parte de Latinoamérica, incluyendo el Carnaval de Río de Janeiro en Brasil y los Estados Unidos. En los años siguientes, tuvieron presentaciones en varios programas de televisión, teniendo exclusividad con Telesistema Mexicano, y posteriormente con Televisa.

### 1961-1986: etapa con Sonia López
Hacia fines de 1961, fueron contratados para amenizar una fiesta escolar, donde una joven estudiante de secundaria, de nombre Sonia López Valdez (nacida el 11 de enero de 1946), solicitó a través de su madre cantar con la agrupación. Carlos Colorado quedó gratamente impresionado por la tesitura de su voz y accedió a incorporarla a la agrupación de manera casi inmediata. Provista de temas musicales de diversos compositores de música tropical, grabó al lado de la Sonora el mítico Álbum azul 1962, del cual casi todos los temas se convirtieron en éxito de manera contundente, siéndole aplicado el apodo de «la Chamaca de Oro», concebido este por Ramón Alfredo Novelo, locutor de Radio AI.[cita requerida]
Al lado de Carmen Rivero, Sonia López fue considerada como revelación femenina de la canción tropical. Sin embargo, mal aconsejada por su hermano, el fotógrafo Manuel López Valdez (quien realizó las primeras fotografías de la agrupación), consideró que los éxitos logrados al lado de la Sonora eran debidos a la lírica de su voz y no al acompañamiento musical de ésta, por lo que en 1963 decidió abandonar a la agrupación, para incursionar en una carrera de solista, bajo una tónica musical fuertemente influida por la Sonora misma, pero con un éxito que paulatinamente fue disolviéndose. Sus grandes éxitos dentro de la Sonora fueron: «El ladrón», «Corazón de acero», «Por un puñado de oro», «Semana de amor», «El nido», «Por una cosa», «Voy gritando por la calle», y «Ave de paso».[cita requerida]
A la salida de Sonia López, el grupo sufrió diversos cambios: David Quiroz sufrió un accidente y su lugar lo ocupó Lorenzo Hernández en el contrabajo; Rodolfo Montiel, segunda trompeta, tuvo un accidente deportivo y fue sustituido por Ramiro Álvarez, antiguo compañero de Carlos Colorado en Bellas Artes, y exdirector del grupo Caney, la integración definitiva de Gildardo Zárate, quien desde 1963 cubría algunas suplencias de los trompetistas, y quedó en el lugar de Josué Ramos como tercera trompeta, y en 1966 se incorporó José «Pepe» Bustos como cuarta voz, quien era hermano de Juan y hasta ese entonces fungía como secretario, asistente en el transporte y acomodo de los equipos de sonido. En 1973, fue asesinado a balazos en su domicilio Armando Espinoza, y su lugar lo ocupó Arturo Ortíz en las tumbadoras. Unos años más tarde, en 1975, se incorporó como cuarta trompeta Antonio Méndez, quien algunas veces suplió en algunas presentaciones al mismo Carlos Colorado, quien lo invitó a integrarse definitivamente a la agrupación, y el grupo se mantuvo con estos 12 integrantes hasta 1986.[cita requerida]

### 1986: muerte de Carlos Colorado
El 25 de abril de 1986, la agrupación se dirigía a cumplir una presentación en Aguascalientes para la Feria de San Marcos. Mientras su autobús de giras circulaba por la Colonia Jardines de la Hacienda, en Cuautitlán Izcalli, Estado de México, en el kilómetro 39 de la carretera México-Querétaro, fue impactado por el vagón de una pipa de gas, provocando una colisión fatal. Dentro del autobús, Carlos Colorado resultó gravemente herido, por lo que fue trasladado a la Cruz Roja Mexicana Delegación Cuautitlán Izcalli, donde falleció a causa de un traumatismo craneoencefálico. Otros integrantes como Juan y Silvestre también resultaron heridos, pero sobrevivieron al choque. El resto de la agrupación salió ilesa con heridas menores.

### 1986-presente: años posteriores
En años posteriores los integrantes recibieron la anuencia de Yolanda Almazán Ortiz[cita requerida], viuda de Colorado, para continuar con el proyecto de Carlos quedando como representante de la agrupación Juan Bustos Olivares hasta su muerte; posteriormente Silvestre Mercado y al fallecer este, Lorenzo Hernández hasta su muerte y finalmente Arturo Ortiz Arias hasta la fecha es el encargado de la representación y contrataciones junto Antonio Méndez. Asimismo continúan grabando discos, entre ellos, en 1993 uno llamado Como en los Buenos Tiempos con 12 composiciones de Armando Manzanero, que en los años siguientes permitieron colocar diversos temas en la radio mexicana y continuar vigentes a través de actuaciones en los medios masivos y en giras y presentaciones al interior de la República. Y fue entonces cuando los últimos miembros de la Sonora Santanera deciden cambiar el nombre a la agrupación como la La única internacional Sonora Santanera quedando al frente Juan Bustos de la agrupación.
El 4 de diciembre de 1994 Juan Bustos falleció de cáncer, quedando en la agrupación solamente la voz de Silvestre Mercado. El motivo fue que Andrés Terrones fue obligado por Silvestre Mercado a dejar al grupo por sus problemas de indisciplina[cita requerida], y José (Pepe) Bustos, se retiró del grupo luego de cumplir una promesa que le pidió su hermano Juan un poco antes de morir[cita requerida].
Cuando Silvestre Mercado solo quedó como cantante original de la Internacional Sonora Santanera, contrató a los cantantes Pepe, Héctor y Benito. Hasta ese momento, solo Mercado y Sergio Celada continuaban como miembros originales.
José (Pepe) Bustos y el segundo trompetista Ramiro Álvarez se separaron de la agrupación y formaron sus propias agrupaciones a las que denominaron Los Santaneros de Pepe Bustos, "La leyenda de Andrés Terrones" y "La Sonora Santanera de Ramiro Álvarez" basando sus actuaciones en números de La Sonora Santanera de la década de los sesenta, y en la actualidad siguen haciendo presentaciones y bailes. Derivado de esto, sus lugares fueron ocupados con nuevos cantantes como el ahora actor y cantante internacional Héctor Fuentes. 
Sin embargo, los aún miembros restantes siguieron dentro del grupo y se cambiarían de sello discográfico de CBS a Sony Music, ya que los integrantes que quedaban quisieron hacer a un lado a Yolanda Almazán Vda. de Colorado[cita requerida] tratando de firmar un nuevo contrato con esta disquera[cita requerida] la cual no accedió[cita requerida] ya que la única persona legitima heredera y reconocida por CBS era la Vda. de Colorado, ya no teniendo ningún vínculo con la agrupación por lo que la nueva casa de la Sonora sería primeramente sello discográfico Rocio Universal en donde grabaron dentro de los más destacados un disco en vivo en una de sus actuaciones en Los Ángeles, California (EE. UU.). Y otro llamado Vino Mujeres y Canto, dirigido por Silvestre, posteriormente se cambiaron a Discos Orfeón, dentro de la cual regrabaron los viejos éxitos y lanzaron otros nuevos, aunque con otras voces, lo que demerita el esfuerzo de los integrantes restantes representados por Silvestre Mercado[cita requerida].
Silvestre murió años después en febrero de 2001 a raíz de un mal hepático, después de que regresaron de una actuación en el pabellón mexicano de la Feria Mundial en Alemania.
El 10 de noviembre de 2010, falleció Sergio Celada Duarte, percusionista de la banda. En 2011 la agrupación buscaba a la nueva vocalista femenina a pesar de no contar con una en el grupo, se hace un casting presencial en donde los principales de la banda eligieran a la nueva chica de La Sonora Santanera, la cual resultó ganadora María Fernanda Alvo quien fuera acreedora al primer lugar del programa dominical La Academia de TV Azteca en 2008. El 10 de junio de 2019, falleció José (Pepe) Bustos Olivares luego de una larga batalla contra el cáncer.
El 20 de agosto de 2020, falleció Andrés Terrones, el fundador de la banda. El 12 de noviembre de 2021 La Internacional Sonora Santanera se presentó en la Expo 2020 Dubái como parte del programa cultural del pabellón de México.

## Controversia
Ha sido una de las agrupaciones junto con la Sonora Dinamita y los Cadetes de Linares, más sujetas a controversia de identidad. Actualmente el debate se terminó en cuanto a cuál agrupación es la verdadera y que debería prevalecer, entre los que destacan son la Única Internacional Sonora Santanera y la Sonora Santanera de Carlos Colorado y María Fernanda, esta última una agrupación que creara su titular Norma Yolanda Colorado Almazán viuda del Fundador, los elogios y éxitos siempre permanceran a la primera agrupación, que de manera exitosa fue galardonada en dos ocasiones por el premio Grammy Latino, y la cual recuperara el nombre y que finalmente confirman cual es la agrupación original y que también venía creciendo con Perfume de Gardenia una obra de teatro escrita por Francisco Oyanguren.
La Única e Internacional Sonora Santanera, dirigidos por los músicos Arturo Ortíz y Antonio Méndez, son quienes poseen los derechos sobre el nombre y son titulares de los derechos, quienes incluso ejercieron acción penal contra el exmúsico de la misma agrupación Gildardo Zárate, a quien otorgaron el perdón posteriormente.
La Sonora Santanera de Carlos Colorado. Para 2005-2006, Yolanda Almazán Ortíz y Norma Yolanda Colorado Almazán, viuda e hija de Carlos Colorado, respectivamente, afirman tener también los derechos, pero son una agrupación creada no la original. Dirigidos por Gilberto Navarrete lanzaron una nueva agrupación nombre la cual llaman Sonora Santanera de Carlos Colorado y María Fernanda.
En octubre de 2022, Yolanda Almazán, viuda de Carlos Colorado, aseguró en conferencia de prensa que el Instituto Mexicano de la Propiedad Industrial (IMPI) le otorgó un dictamen que la declara como la única dueña de la marca "Sonora Santanera".

## Discografía
Producción en Vinilo
1. DCA-150 - La Boa - 1960
2. DCA-173 - ¡A Gozar! - 1961
3. DCA-208 - Luces de Nueva York - 1961
4. DCA-250 - Canta: Sonia López - 1962
5. DCA-309 - El Fútbol - 1963
6. DCA-349 - Con Un Beso - 1964
7. DCA-400 - La Guapachosa Sonora Santanera - 1965
8. DCA-433 - La Triunfadora Sonora Santanera - 1965
9. DCA-467 - Viajando y Bailando con la Sonora Santanera - 1966
10. DCA-502 - La Internacional Sonora Santanera - 1967
11. DCA-539 - La Orquesta Show de América - 1968
12. DCA-573 - La Sonora Santanera y la Inspiración de Agustín Lara - 1968
13. DCA-596 - La Única Sonora Santanera - 1969
14. DCA-617 - Éxitos Solamente - 1969
15. DCA-639 - La Consentida de América... - 1970
16. DCA-656 - La Mexicanísima Sonora Santanera - 1971
17. DCA-682 - Corre Cinta Grabando Éxitos - 1972
18. DCA-697 - Éxitos de Rafael Hernández con la Sonora Santanera - 1973
19. DCA-728 - De Pachanga con la Sonora Santanera - 1973
20. DCA-758 - Sonora Santanera y sus Once Compositores - 1974
21. DCA-783 - A Bailar con la Sonora Santanera - 1975
22. DCA-795 - Las Mañanitas - 1976
23. DCS-820 - Mi Barrio - 1977
24. DCS-858 - Con Cariño Para Ti - 1978
25. DCS-865 - Linda Navidad con la Sonora Santanera - 1978
26. DCS-878 - Sueño Infantil - 1979
27. DCS-896 - La Romántica Sonora Santanera - 1979
28. DCS-926 - Un Especial de la Sonora Santanera - 1980
29. DCS-940 - Al Ritmo de la Sonora Santanera - 1981
30. DCS-955 - El Barbarazo - 1981
31. DCS-983 - La Institución de América - 1982
32. DCS-1001 - Serie de Colección. 15 Auténticos Éxitos. Vol. I - 1983
33. DCS-1019 - Tiburcio Trinquetes - 1984
34. DCS-1029 - Puro Merengue - 1984
35. DCS-1039 - Bodas de Plata de la Sonora Santanera - 1985
36. DCS-1044 - Serie de Colección. 15 Auténticos Éxitos. Vol. II - 1985
37. DCS-1048 - Sonora Santanera y la Inspiración de Carlos Colorado - 1986
38. DCS-1061 - Serie de Colección. 15 Auténticos Éxitos. Vol. III - 1986
39. DCS-1066 - P R E S E N T E - 1986
40. DCS-450677 - La Voz Bohemia de América. Silvestre Mercado con la Sonora Santanera - 1987
41. DCS-450740 - Dios si Perdona, el Tiempo No - 1987
42. HLS-463551 - Pokar de Ases - 1988
43. QSA-463725 - Santanera, Santanera - 1990
44. DCS-470693 - Como en los Buenos Tiempos - 1992
Producción en sencillos con temas inéditos
- 5371 - Sonora Santanera. Canta Rosita Gómez. L1 Ven y Verás. L2 A Mi Modo - 1962

- 5589 - Sonora Santanera. L1 Feliz Navidad. L2 A los Reyes Magos - 1964 ó EPC-1109 - Sonora Santanera. L1 Las Fiestas de Diciembre/A los Reyes Magos. L2 Nuestro Último Año Nuevo/Feliz Navidad - 1971

- EPC-1622 - Sonora Santanera. L1 Pícale la Cresta/Por una Cosa. L2 Tantos Años/Bésame Todita - 1980

Producción en CD
- 1991 - 15 éxitos bailables
- 1995 - Dedicado a ti Juan
- 1998 - Vino, mujeres y canto
- 1999 - En vivo
- 2000 - Interpreta a uno de los mejores compositores de México
- 2001 - De todo un poco
- 2005 - Grandes leyendas de la música, Vol. 1
- 2005 - Grandes leyendas de la música, Vol. 2
- 2009 - Perfume de gardenias
- 2011 - Excitame por delante y por detrás
- 2013 - Grandes éxitos de las Sonoras con la más grande Sonora Santanera
- 2013 - La Sonora Santanera con La Orquesta Filarmónica de Costa Rica
- 2016 - En su 60 aniversario
- 2017 - La fiesta continúa
- 2019 - Homenaje a la música tropical